# ثنا گلزار
ثنا گلزار (انگلیسی: Sana Gulzar؛ زادهٔ ۲۰ ژانویهٔ ۱۹۹۲) بازیکن کریکت زن اهل پاکستان است.